# Myrmecocystus yuma
Myrmecocystus yuma es una especie de hormiga melífera nativa del suroeste de Estados Unidos y una pequeña parte del norte de México. Esta especie, como la mayoría del género Myrmecocystus, crea colonias repletas de obreras.